# Milvago diazfrancoi
Milvago diazfrancoi (каракара кубинська) — вимерлий вид хижих птахів птахів родини соколових (Falconidae). Описаний у 2020 році за викопними рештками, знайденими на Кубі в смоляних ямах Лас-Брес-де-Сан-Феліпе в провінції Мантанас.